# Sepp Maier
Josef Dieter Maier (Haar, 28 de fevereiro de 1944) é um ex-futebolista alemão que atuava como goleiro. É também um dos 7 jogadores a terem conquistado ambas medalhas de ouro, de prata e de bronze em Copas do Mundo FIFA.

## Carreira
Sepp Maier sempre jogou no Bayern Munique, de 1965 até 1980, e atuou 95 vezes pela seleção de seu país.

## Seleção
O Anjo irônico tem como seu maior feito as várias defesas que fez na final de 1974, onde a Alemanha Ocidental, com uma equipa inferior venceu a fantástica Holanda (Laranja Mecânica).

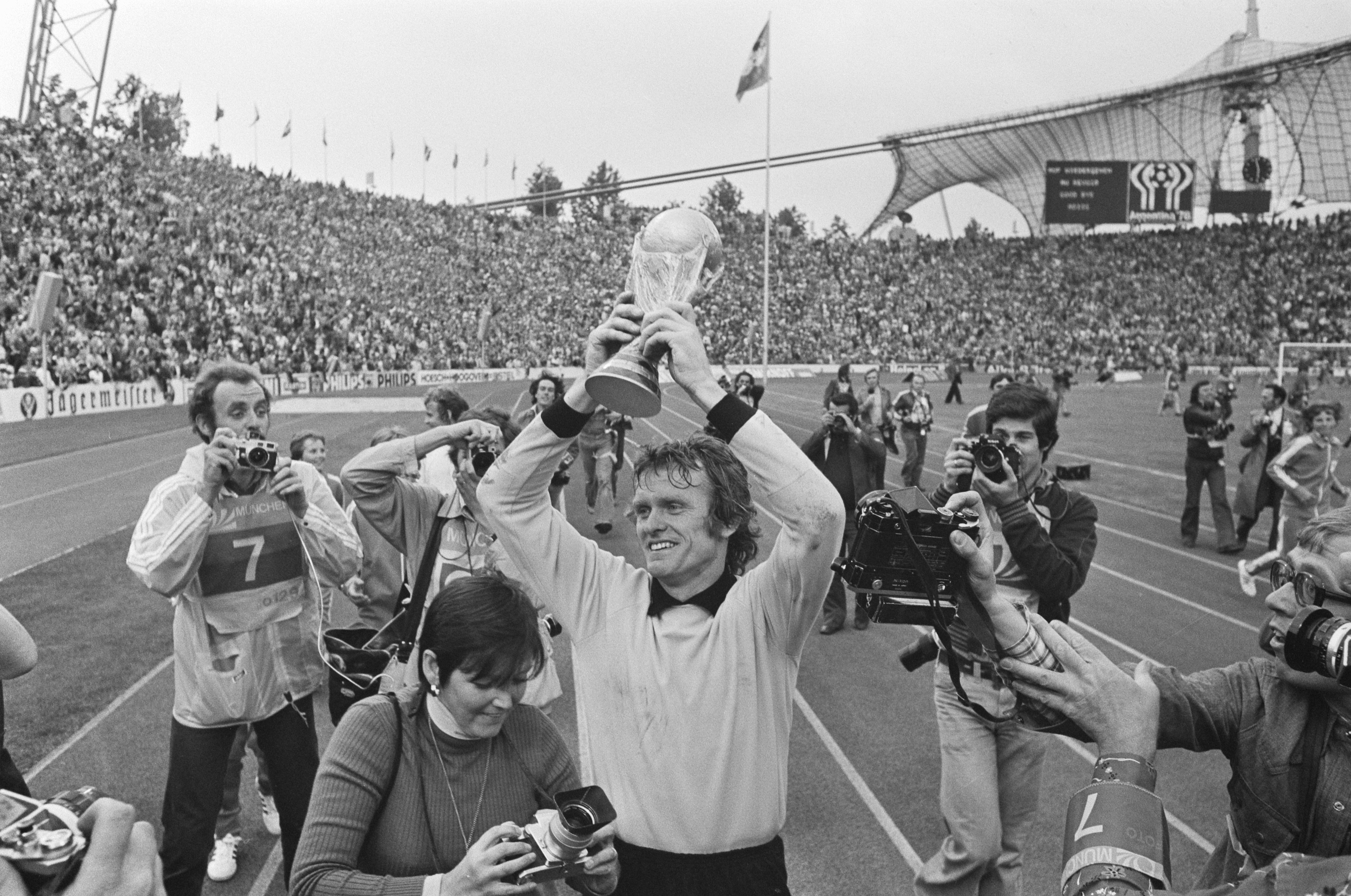
Sepp Mayer erguendo o troféu da Copa do Mundo de 1974.

Autor de defesas fantásticas, o divertido Maier foi um dos maiores goleiros da história da Alemanha. No Maracanã contra a Seleção Brasileira, sempre a mesma categoria também brilhou.
Na Copa de 78, cercado por repórteres, o atacante Fischer ouve a pergunta: "Como um jogador tão ruim como você consegue jogar numa seleção campeã do mundo?" Furioso, o alemão abre caminho em busca do autor da pergunta. Era o goleiro Sepp Maier em mais uma de suas brincadeiras. Ele se destacava entre os sisudos alemães pelo eterno bom humor, mas não foi o humorista que entrou para a história, e sim o goleiro. 
Aos 22 anos, ele assumiu a camiseta número um da Seleção e só a deixou ao encerrar a carreira, quatro Copas do Mundo depois.
Com 1,85 m, pernas arqueadas, cabelos vermelhos e encaracolados, formava um tipo marcante. Era o "Anjo" que a torcida e a imprensa adoravam.
Maier dizia que suas maiores virtudes eram o controle absoluto dos nervos, a fé incondicional em si mesmo e o treinamento, sempre centrando esforços nos trabalhos de cintura e de recuperação. Mais importante do que as qualidades acima, foi a insanidade típica dos goleiros que fez de Maier um dos maiores de todos os tempos. Corajoso, oferecia o rosto às chuteiras adversárias em saídas arrojadas. Sua atuação contra a Holanda de Cruyff na final da Copa de 74 entrou para a história do futebol.
Seu bom humor também se revelava uma arma. "Quando ele erguia o tom de voz e dizia algo duro, todos corríamos para resolver. Era assustadora a transformação do rosto de anjo em demônio", garante o zagueiro do Bayern e da Seleção Schwarzenbeck. Ele usava o humor até na crise: o poderoso Bayern fazia uma terrível campanha em 1975 e andava na zona de rebaixamento. Após uma reunião para tratar da crise, os jogadores fugiram da imprensa. Apenas Maier encarou os microfones e falou solenemente. "Enviamos um ofício para a Federação Alemã pedindo que nossos adversários joguem com um a menos. Quem sabe assim pare de sobrar um atacante livre na minha frente!"
A alegria de Maier sofreu um baque em julho de 1979. Num acidente de automóvel teve fraturas nas costelas, na clavícula e no braço, lesões no fígado, no pulmão e no diafragma. Ficou seis meses treinando duro para voltar, mas já não era o mesmo. O sorriso se tornara difícil, as brincadeiras acabaram.

## Títulos

### Bayern de Munique
- Campeonato alemão: 1969, 1972, 1973 e 1974

- Copa da Alemanha: 1966, 1967, 1969 e 1971

- Taça dos Clubes Vencedores de Taças: 1967

- Liga dos Campeões da UEFA:  1974, 1975 e 1976

- Copa Intercontinental: 1976

### Alemanha
- Eurocopa:  1972

- Copa do Mundo FIFA: 1974